# Calamaria muelleri
Espèce
Statut de conservation UICN

 LC  : Préoccupation mineure
Calamaria muelleri  est une espèce de serpents de la famille des Colubridae.

## Répartition
Cette espèce est endémique de Sulawesi en Indonésie.

## Description
L'holotype de Calamaria muelleri mesure 1 900 mm dont 16 mm pour la queue. Cette espèce a la face dorsale brun sombre uniforme ou tacheté de noir, brun rouge ou rouge brique. Sa face ventrale est blanc tacheté de noir ou de vermillon.

## Étymologie
Cette espèce est nommée en l'honneur de Friedrich Müller.

## Publication originale
- Boulenger, 1896 : Descriptions of new reptiles and batrachians collected in Celebes by Drs. P. & F. Sarasin. Annals and Magazine of Natural History, ser. 6, vol. 17, p. 393-395 (texte intégral).